# Ганас, Михалис
Михалис Ганас (греч. Μιχάλης Γκανάς; 17 января 1944, Цамантас — 12 ноября 2024, Афины) —  современный греческий поэт. Представитель новогреческой литературы.

## Биография
Танас родился в Цамантасе недалеко от границы с Албанией, в 1944 году и первые годы своей жизни прожил в странах Восточной Европы. Учился на юридическом факультете Афинского университета. Он работал продавцом книг, редактором теле- и радиопередач и копирайтером. Многие из его стихов положены на музыку греческими и зарубежными композиторами, такими как Микис Теодоракис, Танасис Гайфиллиас, Димитрис Пападимитриу, Никос Ксидакис, Ара Динкджян и др.
Умер в Афинах 12 ноября 2024 года.

## Награды
- В 1994 году он был удостоен 2-й Государственной поэтической премии за свою работу «Абсурд».
- В 2011 году творчество Ганаса было отмечено премией Афинской академии за достижения[8].